# Івахнюк Володимир Васильович
Володимир Васильович Івахнюк (нар. 28 червня 1973, Калуш, Івано-Франківська область, УРСР) — український футболіст, півзахисник.

## Життєпис
Футбольну кар'єру розпочав в аматорському колективі «Галичина» (Брошнів). У жовтні-листопаді 1993 року виступав у складі стрийської «Скали». Влітку 1994 року перейшов до «Хіміка» (Калуш), який згодом змінив назву на ФК «Калуш». У липні 1999 року перейшов до клубу «Система-Борекс» (Бородянка), але влітку 2001 року повернувся до «Калуша», який змінив назву на «Лукор» (Калуш). Влітку 2003 року поїхав до Узбекистану, де захищав кольори клубу вищого дивізіону «Навбахор» (Наманган). Потім повернувся на батьківщину, грав в аматорській команді «Карпати» (Яремче), але влітку 2004 року знову виїхав за кордон, цього разу до Казахстану, де виступав за «Ордабаси» з Шимкенту, після чого завершив футбольну кар'єру. Потім виступав на аматорському рівні, в тому числі й за «Тужилів 2006».

## Досягнення

### Клубні
«Навбахор»
- Суперліга Узбекистану
  -  Бронзовий призер (1): 2003